# Miendielejewsk
Miendielejewsk – miasto w Rosji, w Tatarstanie. W 2010 roku liczyło 22 075 mieszkańców.